# Landsheerlijkheid

Kaart van de landsheerlijkheden of gewesten in de Nederlanden in 1350

Een landsheerlijkheid is het geheel aan rechten en plichten van een landsheer, alsmede het gebied waar hij deze mag en moet uitoefenen, op grond waarvan deze heer soeverein is. De landsheer ontleende zijn rechten en plichten uit een leenovereenkomst met degeen die de volle eigendom over het gebied had.
Landsheerlijkheden speelden in de Nederlanden een rol van de 10e tot de 18e eeuw. Ze ontstonden vanuit het bezit van allodiale en feodale (dat wil zeggen in leen ontvangen) domeinen van de lokale aristocratie, grafelijke rechten in gouwen die vanaf de negende eeuw als leen werden uitgegeven, en die vanaf de tiende eeuw erfelijk werden, door schenking of usurpatie verkregen koninklijke rechten en koninklijke goederen, voogdijgebieden of leke-abbatiaten over geestelijke goederen. De landsheren ontleenden hun titels (bisschop, graaf, hertog, heer) aan hun belangrijkste rechten.
De centrale institutionele instelling in de landsheerlijkheid was uiteraard de landsheer, bijgestaan door zijn raadgevers. De landsheerlijkheden waren erfelijk in de mannelijke lijn. Aanvankelijk erfden alle zonen die niet in de geestelijke stand waren overgegaan. Later vond (overeenkomstig feodaal recht) vererving plaats op de oudste zoon (primogenituur) of, nog later, op de enige dochter. In het laatste geval ging dat veelal gepaard met successiestrijd.
De landsheerlijke raad (curia of consilium) bestond aanvankelijk uit de directe familieleden van de landsheer aangevuld met zijn belangrijkste dienstlieden en huisfunctionarissen. Later kwamen daar vertegenwoordigers van andere edelen (leenmannen), geestelijken en steden bij. Binnen de zo ontstane 'grote raad', die onregelmatig bijeen kwam en waaruit de gewestelijke staten ontstonden, ontwikkelde zich een kleinere raad die permanent in de omgeving van de landsheer verkeerde, en waaruit zich de 'geheime raad' (privy council) van de landsheer ontwikkelde.
De landsheren streefden in onderlinge concurrentie naar uitbreiding van hun rechten en bezittingen door huwelijk, erfenis, koop, verovering, usurpatie van voogdijen en feodalisering van overgebleven allodia. Dit gebeurde vanaf de veertiende eeuw in toenemende mate in overleg met de machtigste onderdanen, die zich in gewestelijke staten hadden georganiseerd, waardoor de landsheerlijkheden de bestuursvorm van een standenstaat kregen. 
Er ontstonden personele unies tussen verschillende landsheerlijkheden (Holland-Zeeland-Henegouwen; Vlaanderen-Artesië). Tussen 1384 en 1543 verenigden de hertogen van Bourgondië de Nederlandse landsheerlijkheden in één personele unie, die in 1548 werden ondergebracht in de Bourgondische Kreits en die in 1549 met de Pragmatieke Sanctie een uniforme successieregeling kregen. 

## De praktijk
Het leenstelsel en de inrichting van heerlijkheden is in de geschiedschrijving lang voorgesteld als vrij rechtlijnig, in de praktijk voerde het echter tot een versnipperd bestuur en ingewikkelde juridische verhoudingen. Zo is de heerlijkheid Borculo ooit door het Bisdom Münster in leen gegeven aan één heer maar een beschrijving van de bezittingen, subcontracten en alle rechthebbenden enige eeuwen later, in 1777, ten behoeve van de overname door prins Willem V van Oranje-Nassau beslaat maar liefst 139 pagina's. Daarbij cumuleren leenmannen lenen, ook van meerdere leenheren, wat bij een conflict tussen die leenheren - die de leenman telkens omwille van een ander leen zou moeten volgen - tot problemen leidt.

## Graafschappen, hertogdommen en heerlijkheden in de Nederlanden
- sticht Utrecht (verdeeld in Nedersticht en Oversticht)
- landgraafschap, vanaf 1339 hertogdom Gelre
- graafschap Holland
- graafschap Zeeland
- hertogdom Gelre
- graafschap Leuven en Brussel, later deel van het hertogdom Brabant
- landgraafschap Brabant, vanaf 1183/1184 hertogdom Brabant
- prinsbisdom Luik
- graafschap Limburg, vanaf 1101 hertogdom Limburg
- graafschap Loon
- graafschap Namen
- graafschap Henegouwen
- graafschap Zutphen
- prinsbisdom Kamerijk
- graafschap Vlaanderen
- graafschap Artesië
- graafschap Luxemburg, vanaf 1353 hertogdom Luxemburg
- heerlijkheid Mechelen
- Land van Valkenburg
- graafschap Dalhem
- Landen van Overmaas
- heerlijkheid Friesland
- heerlijkheid Overijssel
- heerlijkheid Groningen, later Stad en Lande
- heerlijkheid Borculo
- graafschap Lohn
- kasselrijen Rijsel, Douai en Orchies